# Jung So-hee
Jung So-hee (koreanisch 정소희; * 17. April 1994) ist eine ehemalige südkoreanische Tennisspielerin.

## Karriere
Jung gewann zwei Doppeltitel auf Turnieren des ITF Women’s Circuit.
Ihr erstes Turnier auf der WTA Tour bestritt sie, als sie eine Wildcard für die Qualifikation zu den KIA Korea Open 2014 erhielt. Sie verlor aber bereits ihr Auftaktmatch gegen Ana Bogdan mit 1:6 und 2:6.

## Turniersiege

### Doppel
| Nr. | Datum             | Turnier  | Kategorie   | Belag     | Partnerin     | Finalgegnerinnen              | Ergebnis            |
| --- | ----------------- | -------- | ----------- | --------- | ------------- | ----------------------------- | ------------------- |
| 1.  | 3. September 2016 | Yeongwol | ITF $10.000 | Hartplatz | Park Sang-hee | Kim Ju-eun Kim Mi-ok          | 5:7, 6:4, [10:2]    |
| 2.  | 18. August 2018   | Gimcheon | ITF $15.000 | Hartplatz | Kim Mi-ok     | Emily Appleton Joanna Garland | 6:75, 7:65, [14:12] |